# Йшов собака по роялю
«Йшов собака по роялю» (рос. «Шла собака по роялю») — радянська лірична комедія  Володимира Грамматикова, що вийшла на екрани СРСР 2 вересня 1979 року.
В основу сценарію  Вікторії Токарєвої покладена її повість «Неромантична людина», опублікована в 1978 році в журналі «Юність».

## Сюжет
15-річна мешканка села Берсенівка Таня Канарейкіна вперше закохується. Об'єктом її зітхань стає приїжджий — молоденький пілот вертольота Ка-26 Комаров. Він літає над колгоспними ланами, розпорошуючи хімікати, і до того ж гарно грає на трубі. У той же час своїх почуттів до Тані не приховує 17-річний тракторист Михайло Синицін, який живе по сусідству, але занадто вже прозаїчно дивиться на життя і зовсім позбавлений романтики.

## У ролях
- Олена Кіщик —  Таня Канарейкіна (озвучує  Анна Каменкова)
- Олександр Фомін —  Миша Синицін
- Валерій Кисленко —  льотчик Комаров
- Дарія Мальчевська —  Вероніка Канарейкіна, сестра Тані
- Юрій Катін-Ярцев —  професор Чиж
- Єлизавета Нікіщихіна —  Канарейкіна, мати Тані
- Леонід Куравльов —  Микола Канарейкин, батько Тані
- Володимир Басов —  Громов
- Людмила Хитяєва —  Фрося
- Георгій Штиль —  дільничний Єфімов
- Віктор Проскурін —  механік на аеродромі
- Наталія Гурзо —  листоноша
- Олексій Миронов —  голова
- Борис Сабуров —  Макей Канарейкин
- Кіра Смирнова —  Маланья

## Знімальна група
- Автор сценарію: Вікторія Токарєва
- Режисер:  Володимир Грамматиков
- Оператор:  Петро Катаєв
- Художник:  Семен Веледницький
- Композитор:  Олексій Рибников
- Текст пісень:  Павло Грушко